# Helicon (Mondkrater)
Helicon ist ein relativ kleiner Einschlagkrater im Nordwesten der Mondvorderseite in der Ebene des Mare Imbrium.
Östlich von Helicon liegt der etwas kleinere Krater Le Verrier.
Durch Untersuchungen der Einschlagkrater im Mare Imbrium kann man auf die Dicke von dessen Basaltschicht schließen. Durch Analyse der Auswürfe stellte sich heraus, dass Helicon diese Schicht nicht vollständig durchschlagen hat und teilweise von Lava geflutet wurde. Daraus ergibt sich für die Basaltdicke an dieser Stelle eine untere Abschätzung von 1,81 km ± 0,2 km. Das Einschlagereignis fällt in das imbrische Zeitalter.
Helicon hat vier Nebenkrater:
| Buchstabe | Position           | Durchmesser | Link |
| --------- | ------------------ | ----------- | ---- |
| B         | 37,93° N, 21,31° W | 5 km        |      |
| C         | 40,06° N, 26,27° W | 1 km        |      |
| E         | 40,47° N, 24,19° W | 3 km        |      |
| G         | 41,75° N, 24,92° W | 3 km        |      |

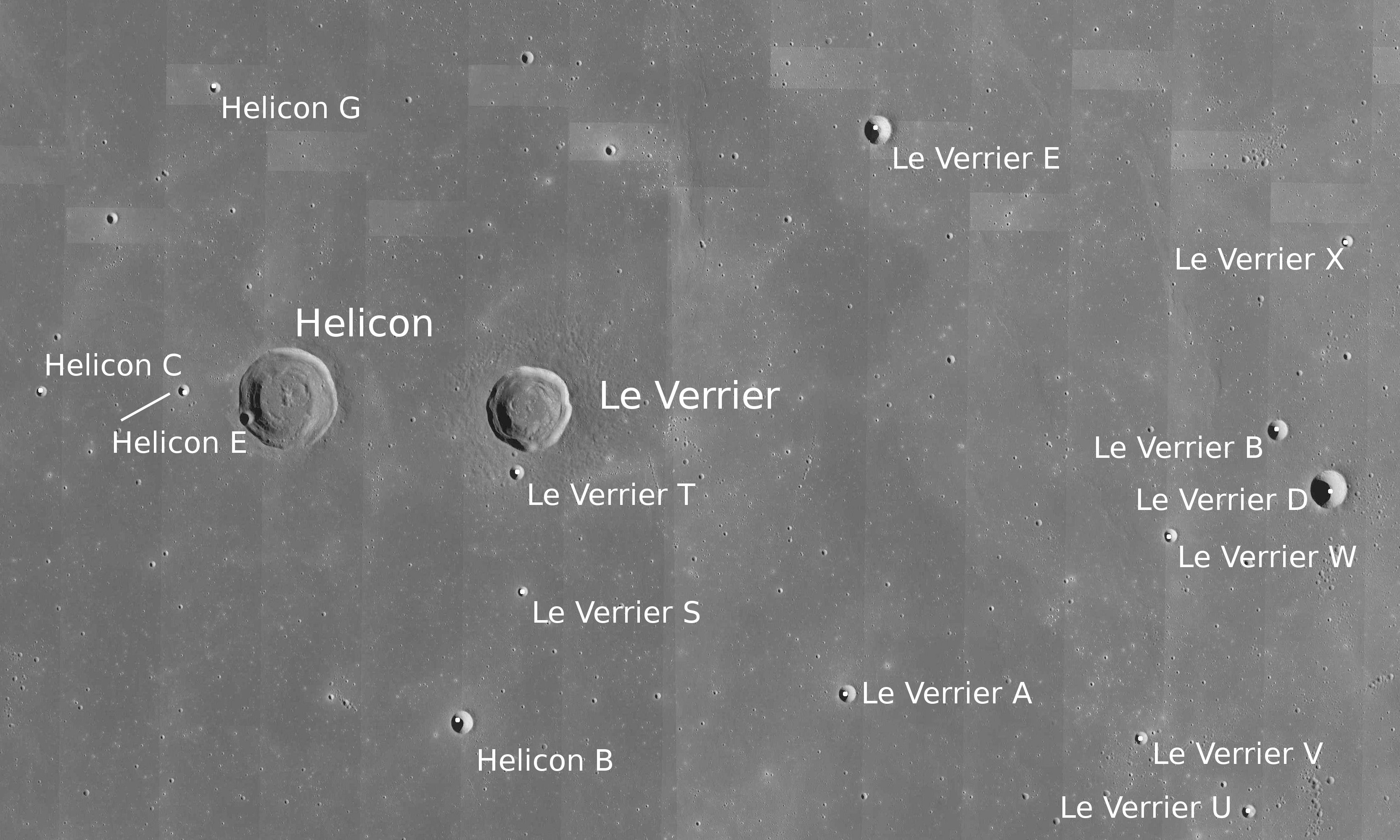
Links Helicon mit seinen Nebenkratern

Der Krater wurde 1935 von der IAU nach dem griechischen Mathematiker Helikon von Kyzikos offiziell benannt.